# 洪崖門
洪崖門，是重慶的一座城門，毗鄰嘉陵江在臨江、千斯門二門之間，宋代修築。
康熙四十六年(1707年)，巴縣知縣孔毓忠將重慶城分為29坊15廂。洪崖門內外，分別為洪崖坊、洪崖廂。
洪崖門在臨江門之東約四百公尺處，戴鼎築城時列為閉門。此地臨江崖壁上有一天然崖洞，就叫洪崖洞，門因洞而得名。此洞為舊時名勝。
城西雉堞下有洞曰洪崖，覆以巨石，其下嵌空，飛瀑時至，亦名滴水崖。有元豐時蘇軾、任仲儀、黃庭堅題刻。
 — 〈明〉曹學儉， 蜀中名勝記
乾隆時王尔鉴知巴縣，主修《巴縣誌》時定「巴渝十二景」，其中就有「洪崖滴翠」，並作《小記》以贊之，  其文曰：
洪崖洞在洪崖廂，懸城石壁千仞，洞可容數百人，上刻洪崖洞三大篆字，詩數章，漫滅不可讀。城內諸水逾堞抹岩額而下，夏秋如瀑布，冬春溜滴，匯為小池入江。石苔疊翠，池水翻瀾，夕陽返照，五色陸離，莫可名狀。至若漁舟唱晚，響答岩音，又空色之別趣也。
 — 〈清〉王爾鑒， 乾隆巴縣誌

## 歷史
《元史·汪惟正傳》：「兩川樞密院合兵圍重慶，命益兵助之，惟正奪其洪崖門，獲宋將何統制。」
《新元史·卷142·汪世顯傳》：「兩川樞密院合兵圍重慶，命惟正助之，惟正奪其洪崖門，獲宋將何世賢。」
「元故資德大夫中書左丞行陝西四川中書省貞肅汪公神道之碑」：是後兩川囗樞密院合兵圍重慶。 詔公囗兵傳城下，公以奇兵克其洪崖門，獲其將何統制。皇子安西王既胙土秦蜀，因鞏人之思公，乃召公還。
川江號子有言：“洪崖門，殺雄雞，為把神敬”。或“洪崖門，廣船開，殺雞敬神”。